# Championnats d'Europe de course en montagne 2003
Navigation
2002 2004
Les championnats d'Europe de course en montagne 2003 sont une compétition de course en montagne qui s'est déroulée le 6 juillet 2003 à Trente en Italie. Il s'agit de la neuvième édition de l'épreuve.

## Résultats
La course masculine se dispute sur un parcours de 13,5 km et 1 495 m de dénivelé. Assumant le rôle de favori devant son public, l'Italien Marco Gaiardo s'empare des commandes de la course et mène jusqu'à l'arrivée, seulement suivi par l'Autrichien Helmut Schmuck et le Français Raymond Fontaine. Ce dernier craque en cours de route, permettant au Tchèque Robert Krupička de terminer sur le podium. L'Italie remporte le classement par équipes devant la Slovaquie et la République tchèque,.
La course féminine se dispute sur un parcours de 8,0 km pour 855 m de dénivelé. La jeune Belge Catherine Lallemand parvient à battre la Britannique Angela Mudge pour remporter le titre. En l'absence de la double championne Svetlana Demidenko, la favorite annoncée est l'Italienne Antonella Confortola. Souffrant de toux et de saignements de nez, elle doit se contenter de la troisième marche du podium. L'Italie remporte le classement par équipes. La République tchèque et le Royaume-Uni se retrouvent ex æquo au classement par équipes mais l'avantage revient à la République tchèque grâce à la 21e place de Pavla Matyášová face à la 24e place de Louise Sharp,.

### Individuels
| Rang               | Athlète          | Pays      | Temps          |
| ------------------ | ---------------- | --------- | -------------- |
| Médaille d'or      | Marco Gaiardo    | Italie    | 1 h 6 min 5 s  |
| Médaille d'argent  | Helmut Schmuck   | Autriche  | 1 h 7 min 13 s |
| Médaille de bronze | Robert Krupička  | Tchéquie  | 1 h 7 min 31 s |
| 4                  | Marco De Gasperi | Italie    | 1 h 8 min 3 s  |
| 5                  | Nicolas Pasquion | France    | 1 h 8 min 15 s |
| 6                  | Alexis Gex-Fabry | Suisse    | 1 h 8 min 19 s |
| 7                  | Régis Roux       | France    | 1 h 8 min 32 s |
| 8                  | Miroslav Vanko   | Slovaquie | 1 h 8 min 36 s |

| Rang               | Athlète              | Pays        | Temps       |
| ------------------ | -------------------- | ----------- | ----------- |
| Médaille d'or      | Catherine Lallemand  | Belgique    | 43 min 48 s |
| Médaille d'argent  | Angela Mudge         | Royaume-Uni | 44 min 1 s  |
| Médaille de bronze | Antonella Confortola | Italie      | 44 min 30 s |
| 4                  | Izabela Zatorska     | Pologne     | 45 min 8 s  |
| 5                  | Isabelle Guillot     | France      | 45 min 27 s |
| 6                  | Daniela Gassmann     | Suisse      | 45 min 37 s |
| 7                  | Vittoria Salvini     | Italie      | 45 min 42 s |
| 8                  | Anna Pichrtová       | Tchéquie    | 45 min 51 s |

### Équipes
| Rang               | Pays                                                                                            | Points |
| ------------------ | ----------------------------------------------------------------------------------------------- | ------ |
| Médaille d'or      | Italie Marco Gaiardo (1er) Marco De Gasperi (4e) Emanuele Manzi (14e) Andrea Agostini (33e)     | 19     |
| Médaille d'argent  | Slovaquie Miroslav Vanko (8e) Marcel Matanin (9e) Martin Bajčičák (13e) Ivan Bátory (30e)       | 30     |
| Médaille de bronze | Tchéquie Robert Krupička (3e) Pavel Faschingbauer (16e) Jan Havlíček (20e) Miroslav Vítek (67e) | 39     |

| Rang               | Pays                                                                                                | Points |
| ------------------ | --------------------------------------------------------------------------------------------------- | ------ |
| Médaille d'or      | Italie Antonella Confortola (3e) Vittoria Salvini (7e) Monica Bottinelli (9e) Flavia Gaviglio (14e) | 19     |
| Médaille d'argent  | Tchéquie Anna Pichrtová (8e) Irena Šádková (10e) Pavla Matyášová (21e) Barbora Kuncová (42e)        | 39     |
| Médaille de bronze | Royaume-Uni Angela Mudge (2e) Tracey Brindley (13e) Louise Sharp (24e) Helene Diamantides (34e)     | 39     |